# پیلیپکی
پیلیپکی (به لهستانی:  Pilipki) یک روستا در لهستان است که در گمینا بیلسک پودلاسکی واقع شده‌است.